# 2008-as U21-es futsal-Európa-bajnokság
A 2008-as U21-es futsal-Európa-bajnokságot Szentpéterváron, Oroszországban rendezték 2008. december 8. és december 14. között. Ebben a korosztályban ez volt a legelső ilyen jellegű torna. Az Európa-bajnokságot a házigazda Oroszország nyerte, miután a döntőben legyőzte Olaszország U21-es csapatát.

## Részt vevő csapatok
| - Hollandia - Horvátország - Kazahsztán - Olaszország | - Oroszország (házigazda) - Spanyolország - Szlovénia - Ukrajna |

## Csoportkör

### A csoport
| Csapat       | M | Gy | D | V | RG | KG | GK | Pont |
| ------------ | - | -- | - | - | -- | -- | -- | ---- |
| Oroszország  | 3 | 1  | 2 | 0 | 9  | 8  | +1 | 5    |
| Olaszország  | 3 | 1  | 2 | 0 | 6  | 5  | +1 | 5    |
| Szlovénia    | 3 | 0  | 2 | 1 | 9  | 10 | −1 | 2    |
| Horvátország | 3 | 0  | 2 | 1 | 8  | 9  | −1 | 2    |

| 2008. december 8. | Olaszország | 2 – 2 | Szlovénia | Szentpétervár |
| 2008. december 8. |             |       |           | Szentpétervár |

| 2008. december 8. | Oroszország | 3 – 3 | Horvátország | Szentpétervár |
| 2008. december 8. |             |       |              | Szentpétervár |

| 2008. december 9. | Horvátország | 1 – 2 | Olaszország | Szentpétervár |
| 2008. december 9. |              |       |             | Szentpétervár |

| 2008. december 9. | Oroszország | 4 – 3 | Szlovénia | Szentpétervár |
| 2008. december 9. |             |       |           | Szentpétervár |

| 2008. december 10. | Olaszország | 2 – 2 | Oroszország | Szentpétervár |
| 2008. december 10. |             |       |             | Szentpétervár |

| 2008. december 10. | Szlovénia | 4 – 4 | Horvátország | Szentpétervár |
| 2008. december 10. |           |       |              | Szentpétervár |

### B csoport
| Csapat        | M | Gy | D | V | RG | KG | GK  | Pont |
| ------------- | - | -- | - | - | -- | -- | --- | ---- |
| Spanyolország | 3 | 3  | 0 | 0 | 11 | 2  | +9  | 9    |
| Ukrajna       | 3 | 2  | 0 | 1 | 7  | 4  | +3  | 6    |
| Hollandia     | 3 | 1  | 0 | 2 | 9  | 9  | 0   | 3    |
| Kazahsztán    | 3 | 0  | 0 | 3 | 1  | 13 | −12 | 0    |

| 2008. december 8. | Spanyolország | 4 – 0 | Kazahsztán | Szentpétervár |
| 2008. december 8. |               |       |            | Szentpétervár |

| 2008. december 8. | Ukrajna | 3 – 2 | Hollandia | Szentpétervár |
| 2008. december 8. |         |       |           | Szentpétervár |

| 2008. december 9. | Hollandia | 1 – 5 | Spanyolország | Szentpétervár |
| 2008. december 9. |           |       |               | Szentpétervár |

| 2008. december 9. | Ukrajna | 3 – 0 | Kazahsztán | Szentpétervár |
| 2008. december 9. |         |       |            | Szentpétervár |

| 2008. december 10. | Spanyolország | 2 – 1 | Ukrajna | Szentpétervár |
| 2008. december 10. |               |       |         | Szentpétervár |

| 2008. december 10. | Kazahsztán | 1 – 6 | Hollandia | Szentpétervár |
| 2008. december 10. |            |       |           | Szentpétervár |

## Elődöntő
| 2008. december 12. 15:00 | Spanyolország | 0 – 1   | Olaszország      | Szentpétervár Játékvezető: Tommi Grönman (finn) Kovács Gábor (magyar) |
| 2008. december 12. 15:00 |               | (0 – 1) | Bordignon 15'46' | Szentpétervár Játékvezető: Tommi Grönman (finn) Kovács Gábor (magyar) |

| 2008. december 12. 17:00 | Oroszország       | 1 – 0   | Ukrajna | Szentpétervár Játékvezető: Gerd Bylois (belga) Jan Kresta (cseh) |
| 2008. december 12. 17:00 | Prudnyikov 33'15' | (0 – 0) |         | Szentpétervár Játékvezető: Gerd Bylois (belga) Jan Kresta (cseh) |

## Döntő
| 2008. december 14. 14:00 |

| Oroszország                                                             | 5–4 (h. u.)     | Olaszország                                   |
| ----------------------------------------------------------------------- | --------------- | --------------------------------------------- |
| Liszkov 12'15' 41'28' Kutuzov 15'32' Nugumanov 44'53' Prudnyikov 46'03' | (2–0, 2–2, 3–2) | Lima 25'3' Fantecele 34'46 Coco 43'02' 43'24' |

| Szentpétervár Játékvezető: Danijel Janosevic (horvát) |

| A 2008-as U21-es futsal-Európa-bajnokság győztese |
| ------------------------------------------------- |
| OROSZORSZÁG 1. cím                                |